# Loek Alflen
Laurens Cornelus (Loek) Alflen (Utrecht, 29 augustus 1933 – aldaar, 17 augustus 2015) was een Nederlands worstelaar. Hij nam eenmaal deel aan de Olympische Spelen, maar won bij die gelegenheid geen medaille.
Alflen was lid van de Utrechtse worstelvereniging De Halter. Van 1951 tot 1970 was de 1.56 meter lange worstelaar negentienmaal Nederlands kampioen in het vlieggewicht. Vijf van zijn broers zouden eveneens Nederlands kampioen worden. In 1960 kwam Loek Alflen op de Olympische Spelen in Rome bij het Grieks-Romeins worstelen uit in de gewichtsklasse tot 57 kilogram. In de derde ronde werd hij daarin uitgeschakeld door de latere Roemeense finalist Ion Cernea. Hij eindigde hiermee op een dertiende plaats overal.
Oud-voetballer Rob Alflen is zijn zoon.
Hij overleed op 81-jarige leeftijd.